# Саутхолд (насеље, Њујорк)
Саутхолд (енгл. Southold) насељено је место без административног статуса у америчкој савезној држави Њујорк.

## Демографија
По попису из 2010. године број становника је 5.748, што је 283 (5,2%) становника више него 2000. године.
| Група             | 2000.         | 2010.         |
| Белци             | 5.203 (95,2%) | 5.123 (89,1%) |
| Афроамериканци    | 51 (0,9%)     | 46 (0,8%)     |
| Азијати           | 11 (0,2%)     | 47 (0,8%)     |
| Хиспаноамериканци | 148 (2,7%)    | 482 (8,4%)    |
| Укупно            | 5.465         | 5.748         |